# Defeated Sanity
Defeated Sanity ist eine bayerische Technical- und Brutal-Death-Metal-Band aus Dachsbach, die im Jahr 1994 gegründet wurde.

## Geschichte
Die Band wurde im Jahr 1994 von Gitarrist Wolfgang Teske und Schlagzeuger Lille Gruber gegründet. Ihre ersten Auftritte folgten im Jahr 1996 mit Bassist Jonas Gruber und Sänger Robert Colnik. Im selben Jahr erschien mit Devoured by the Black das erste Demo, dem sich Withdrawn From Beauty 1998 anschloss. Als neue Mitglieder kamen danach Bassist Tino Köhler und Gitarrist Christian Münzner zur Besetzung. Im Jahr 2001 wurde eine Split-Veröffentlichung über das tschechische Label Grodhaisn Productions zusammen mit Poppy Seed Grinder veröffentlicht. Als neuer Sänger kam Markus Keller zu Defeated Sanity. Im selben Jahr erschien außerdem eine weitere Split-Veröffentlichung mit Imperious Malevolence. Dieser Tonträger war der letzte auf dem Christian Muenzner zu hören war, bevor er zu Necrophagist wechselte. 
Gegen Ende 2004 erschien das Album Prelude to the Tragedy über Grindethic Records. Danach kamen Sänger Jens Staschel, Gitarrist Christian Kuehn und Bassist Jacob Schmidt zur Band. Im August 2006 begab sich die Band in die Soundlodge Studios um das Album Psalms of the Moribund aufzunehmen, das ebenfalls über Grindethic Records Anfang 2007 erschien. 2009 unterzeichnete die Band einen Vertrag bei Willowtip Records und veröffentlichte Chapters of Repugnance im Jahr 2010.

## Stil
Die Band spielt eine Mischung aus Technical- und Brutal-Death-Metal. Der gutturale Gesang ist dabei extrem tief, sodass er kaum noch hörbar ist. Die Musik der Band wird als eine Mischung aus Disgorge und Devourment beschrieben.

## Diskografie
- Devoured by the Black (Demo, 1996, Eigenveröffentlichung)
- Withdrawn from Beauty (Demo, 1998, Eigenveröffentlichung)
- Promo 2000 (Demo, 2000, Eigenveröffentlichung)
- Talk Evolution / The Parasite (Split mit Poppy Seed Grinder, 2002, Grodhaisn Productions)
- Live in Germany (Split mit Imperious Malevolence, 2003, Merciless Records)
- Prelude to the Tragedy (EP, 2004, Eigenveröffentlichung)
- Prelude to the Tragedy (Album, 2004, Grindethic Records)
- Promo 2005 (Demo, 2005, Eigenveröffentlichung)
- Psalms of the Moribund (Album, 2007, Grindethic Records)
- Cerebric Turmoil / Defeated Sanity (Split mit Cerebric Turmoil, 2010, Eigenveröffentlichung)
- Promo 2007 (Demo, 2008, Eigenveröffentlichung)
- Unleashing the Seed of Parricide (Split mit Moonfog, Venomed und Splattered Orgasm, 2010, Metal Quest Records)
- Chapters of Repugnance (Album, 2010, Willowtip Records)
- Collected Demolition (Kompilation, 2010, Sick Chainsaw Records)
- Passages into Deformity (Album, 2013, Willowtip Records)
- Disposal of the Dead // Dharmata (Album, 2016, Caroline Distribution)
- The Sanguinary Impetus (Album, 2021, Willowtip Records)